# Korean journal of transplantation
Korean Journal of Transplantation(KJT)은 대한이식학회에서 연 4회 발행하는 의학 저널이다. 장기이식 분야의 임상의와 과학자 뿐만 아니라 장기이식에 관심이 있는 모든이에게 정보를 제공한다.

## 역사
1987년 12월에 첫 발행되었으며, 2019년 1월 한국학술지인용색인 KCI 등재학술지로 선정되었다. 2019년 6월부터 영문지로 변경되었으며 2021년 Scopus에 등재되었다. 

## 오픈 엑세스
KJT는 오픈 엑세스 저널로, 별도의 구독료가 발생하지 않는다. 또한, 저자가 투고 시  투고비를 지불하지 않는 골드 오픈 엑세스이다. 